# 約瑟夫主教山

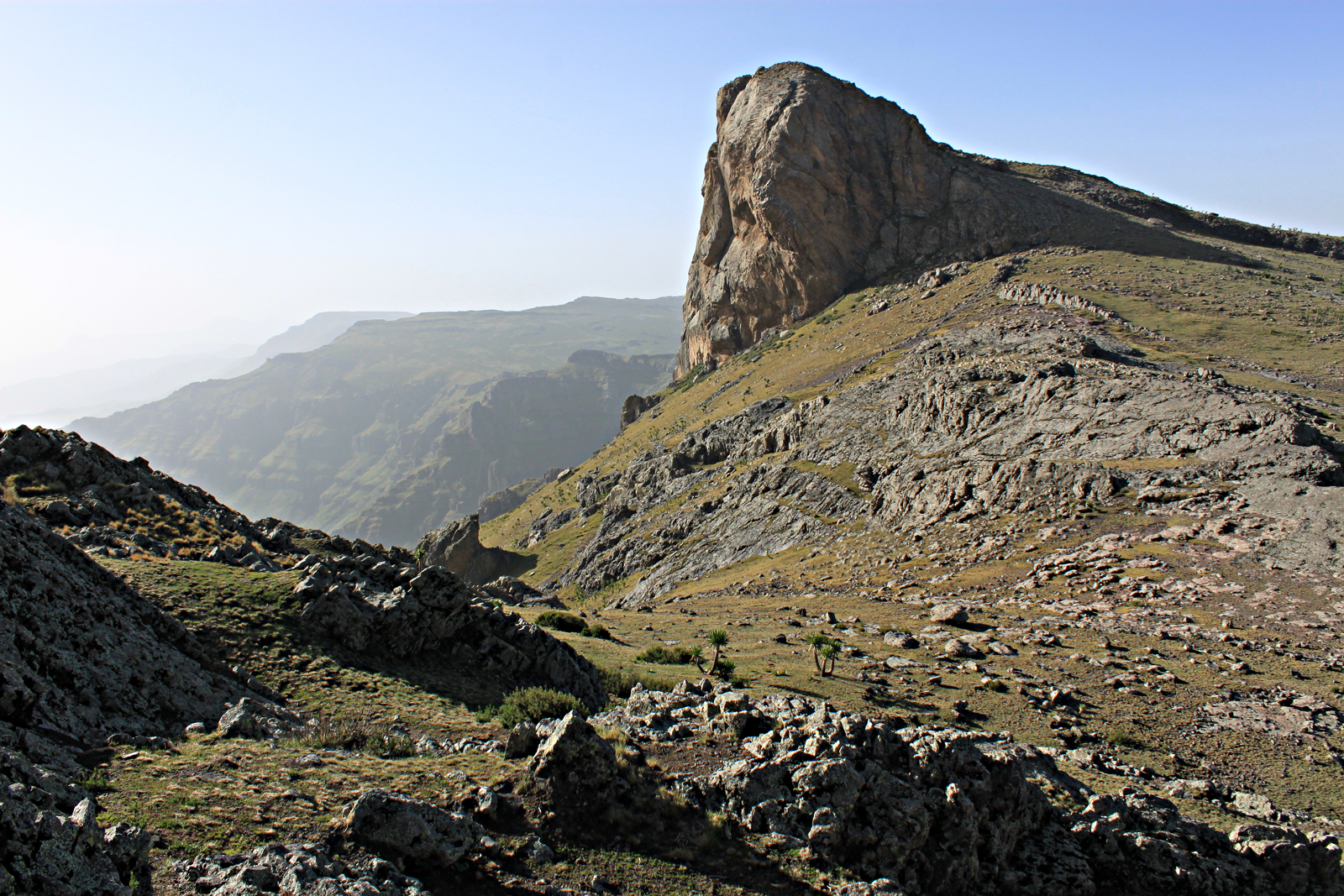

12°08′27″N 39°10′54″E / 12.14083°N 39.18167°E
約瑟夫主教山，是埃塞俄比亞的山峰，位於該國東南部阿姆哈拉州，由北沃洛地區負責管轄，處於埃塞俄比亞高原，海拔高度4,260米，是該國第六高峰。